# Isadora Cerullo
Isadora Cerullo (24 de marzo de 1991) es una jugadora de rugby a siete brasileña-estadounidense.

## Biografía
Cerullo se crio en Raleigh, Carolina del Norte. Sus padres emigraron a los Estados Unidos desde Brasil en los últimos años de la dictadura militar del país, que duró de 1964 a 1985. Tiene cuatro hermanos, siendo trilliza con dos de ellos, y con otro hermano mayor. Ella tiene doble ciudadanía de los Estados Unidos y Brasil. Cerullo fue hasta 2009 a la escuela secundaria William G. Enloe, donde fue miembro de los equipos universitarios de fútbol y campo a vés. Luego entró en la Universidad de Columbia para estudiar medicina y fue miembro del equipo de rugby y escritora del Columbia Daily Spectator, graduándose en 2013. Mientras estudiaba en Columbia, trabajó como técnica médica de emergencia.

## Carrera
Cerullo fue reclutada para jugar en ligas internacionales  cuando era miembro del Philadelphia Women's Rugby Football Club. Cerullo se mudó a São Paulo para jugar rugby profesionalmente. Ganó una medalla de bronce en los Juegos Panamericanos de 2015 como miembro de la selección nacional femenina de rugby 7 de Brasil. Fue seleccionada para el equipo femenino de rugby 7 de Brasil para competir en los Juegos Olímpicos de Verano de 2016 en Río de Janeiro.
El equipo de rugby femenino de Brasil quedó noveno en los Juegos Olímpicos de 2016.

## Vida personal
Cerullo es feminista.
Después de la final de rugby 7 femenino en los Juegos Olímpicos de Verano de 2016, la pareja de Cerullo con la que llevaba dos años, Marjorie Yuri Enya, entró al campo en el estadio Deodoro y le pidió públicamente a Cerullo que se casara con ella. La propuesta fue muy difundida en los medios, siendo Cerullo la primera atleta en aceptar una propuesta de matrimonio en los Juegos Olímpicos. La pareja vive actualmente en São Paulo.